# Bożena Dykiel

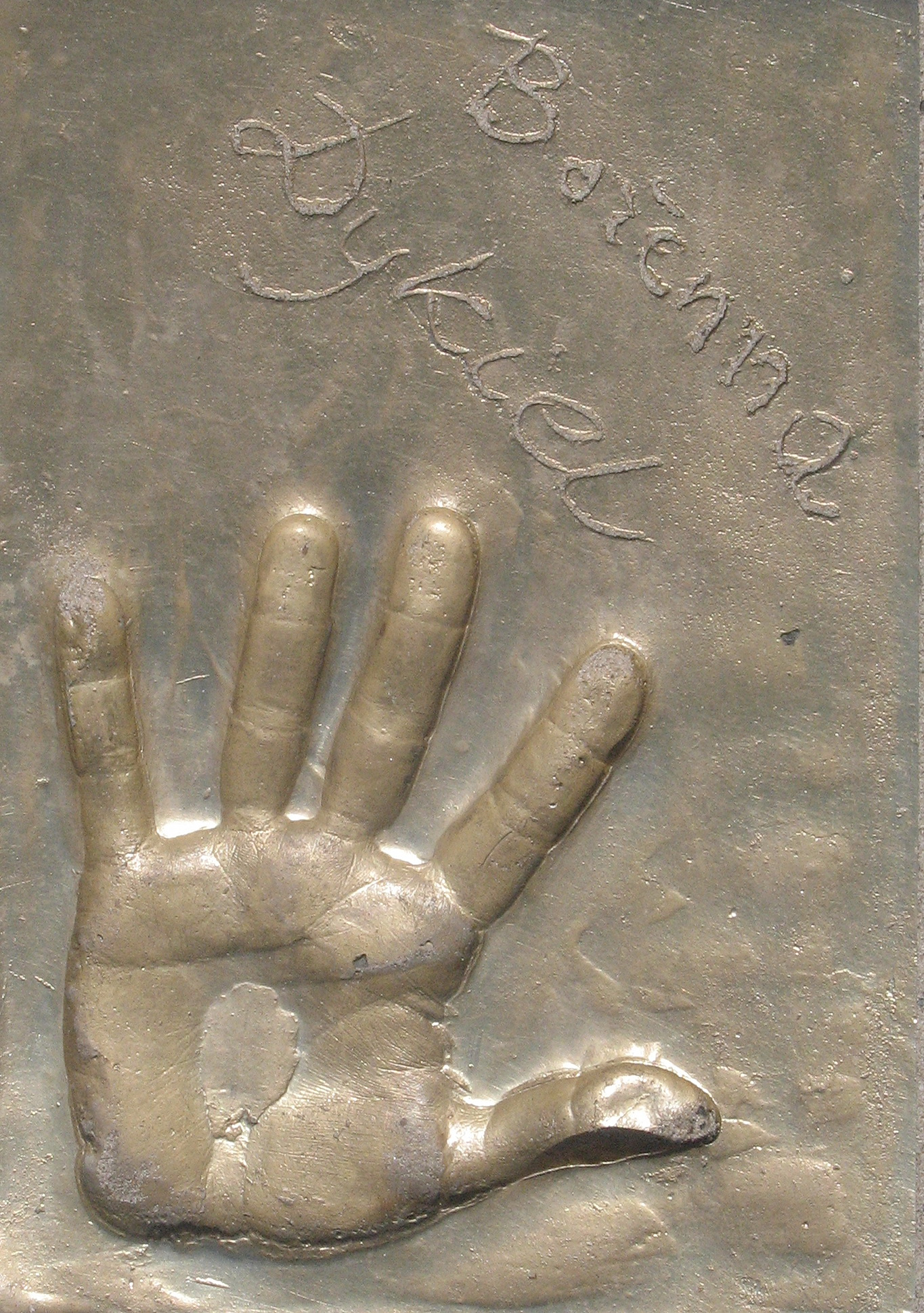
Odcisk dłoni i podpis Dykiel w Alei Gwiazd w Międzyzdrojach

Bożenna (Bożena) Dykiel (ur. 26 sierpnia 1948 w Grabowie) – polska aktorka teatralna i filmowa.

## Życiorys
W 1971 ukończyła XLIV Liceum Ogólnokształcące im. A. Dobiszewskiego w Warszawie. Jest absolwentką Państwowej Wyższej Szkoły Teatralnej w Warszawie. W latach 1970–1972 występowała w Studenckim Teatrze Satyryków (STS), a w latach 1972–1985 – w Teatrze Narodowym w Warszawie.
Rozpoznawalność przyniosły jej role: Kasi w Weselu (1973) i Mady Müller w filmie Ziemia obiecana (1975) oraz Miećki Aniołowej w serialu Alternatywy 4 (1986). Od 2003 gra Marię Ziębę, jedną z głównych bohaterek w telenoweli TVN Na Wspólnej. W 2005 prowadziła program kulinarny Polsatu Z Bożeną Dykiel na ostrzu noża. Wiosną 2009 uczestniczyła w piątej edycji programu rozrywkowego Polsatu Jak oni śpiewają.
Z mężem, Ryszardem Kirejczykiem, ma dwie córki: Marię i Zofię.

## Filmografia

### Filmy
- 1971: Uciec jak najbliżej – autostopowiczka
- 1972: Trzeba zabić tę miłość – Jola
- 1973: Janosik – Szlachcianka
- 1973: Wesele – Kasia
- 1974: Pójdziesz ponad sadem – Zocha
- 1974: Awans – Malwina
- 1974–1975: Ziemia obiecana – Mada Muller
- 1976: Motylem jestem, czyli romans 40-latka – Walendziakowa
- 1976: Ognie są jeszcze żywe – Krystyna
- 1976: Brunet wieczorową porą – Anna, żona Michała
- 1976: Smuga cienia
- 1977: Akcja pod Arsenałem – sanitariuszka Tamara
- 1977: Trzy po trzy
- 1978: Jarosławna, korolewa francji (Yaroslavna, koroleva Frantsii)
- 1980: Kontrakt – Ewa
- 1980–2000: Dom – Halina Jańczak
- 1980: Nasze podwórko -dozorczyni
- 1981: Miłość ci wszystko wybaczy – Zula Pogorzelska
- 1981: Człowiek z żelaza – kadrowa
- 1981: Filip z konopi – Jańcia, była służąca Leskich
- 1981: Wojna światów – następne stulecie – pielęgniarka
- 1981: Yokohama
- 1981: Znachor – Sonia
- 1982: Przesłuchanie – chłopka
- 1982: Do góry nogami – Matka Gerarda
- 1982: Wyjście awaryjne – Kolędowa
- 1983: Alternatywy 4 – Miećka Aniołowa
- 1984: Przemytnicy – Bombina
- 1984: Kobieta z prowincji – Jadźka
- 1984: Czas dojrzewania – Wiśka
- 1984: Trzy młyny – Bujna
- 1984: Tumor Witkacego – kobieta obgadująca Witkacego
- 1985: Mokry szmal – ciotka Nina
- 1985: Menedżer – sekretarka
- 1985: Pewnego letniego dnia
- 1985: Ga, ga. Chwała bohaterom – właścicielka mieszkania
- 1985: Sam pośród swoich – żona gospodarza
- 1985: Temida – Helena Rumieniowa
- 1985: Chrześniak – Barmanka
- 1986: Big Bang – Sklepowa Zosia
- 1986: Boczny tor – Jola
- 1986: Magma
- 1987: Cesarskie cięcie – pielęgniarka Laparkowska
- 1987: Ballada o Januszku – kierowniczka
- 1987: Rzeka kłamstwa – Maryna
- 1987: W zawieszeniu – Fela
- 1988: Niezwykła podróż Baltazara Kobera – Garganella
- 1988: Biesy (Possédés, Les) – Wirginska
- 1988: Dekalog VII – kasjerka
- 1989: Co lubią tygrysy – badylara
- 1989: Sztuka kochania – pacjentka
- 1990: Kramarz – gospodyni
- 1991: Rozmowy kontrolowane – Kokoszka
- 1991: Dziecko szczęścia – Pani Gizella
- 1992: Kawalerskie życie na obczyźnie – Frau Luther
- 1992: Szwedzi w Warszawie
- 1993: Lupus
- 1993: Dwa księżyce – Malwina
- 1993–1994: Bank nie z tej ziemi – Magda, sekretarka w banku
- 1994: Przygody Joanny – Pani Hania
- 1994: Jest jak jest – Leokadia Dumowicz
- 1994: O przemyślności kobiety niewiernej. Sześć opowieści z Boccaccia wziętych – Szewcowca
- 1995: Nic śmiesznego – dentystka borująca zęby Adama
- 1995: Wielki tydzień – Piotrowska
- 2000–2006: Plebania – Maria Potoczna (2001 – 2003)
- 2000: To ja, złodziej – Ratajowa
- 2002: Dzień świra – Sąsiadka Adasia
- od 2003: Na Wspólnej – Maria Zięba
- 2006: Wszyscy jesteśmy Chrystusami – Sąsiadka Miauczyńskich
- 2007: Dylematu 5 – Kobieta z banku
- 2009: Mniejsze zło – Kierowniczka DPT w Radziejowicach
- 2012: Nigdy się nie dowiesz – Urzędniczka
- 2013: Przedtem, potem – Wiktoria, ciotka Celiny

### Gościnnie
- 1974–1977: Czterdziestolatek – Walendziakowa
- 1975: Obrazki z życia – Urzędniczka Kowalska
- 1975: Noce i dnie – Andzia Torebkówna
- 1981: Białe tango – Wynajmująca mieszkanie
- 1987: 07 zgłoś się – Bożenka, barmanka w knajpie w odc. 20
- 1999–2006: Na dobre i na złe – Maria Mejer, matka Jacka (2003)
- 2010: Usta usta – terapeutka Felicja (odc.6)

### Polski dubbing
- 2004: Rogate ranczo – Madzia

## Dyskografia

### Płyty
- 1988: Co lubią tygrysy
- 2010: Jak oni śpiewają (LoLe Records)[8]

### Single
- 2012: Czas na szaleństwa (jako Lolita, wyk. Amutella)

### Piosenki
- 1969: Baja Bongo
- 1981: To Zula w filmie pt. Miłość ci wszystko wybaczy
- 2011: Memories of Vodka (jako Lolita)
- 2011: Zakupy
- 2013: Panterka (jako Lolyta, wyk. Baśka)
- 2013: Zdjęcia młodej dziewczyny (jako Jovita Klaris)
- 2014: Grzybowe kosteczki rosołowe (jako Lolyta, wyk. Magda Gessler)
- 2015: Wypromować w radio (jako Lolyta)
- 2016: Bad Girls – Ostatni dzień na szaleństwa (wyk. Helena Zibbi)
- 2016: Szmata (jako Lolyta, gościnnie z Baśką)
- 2016: Nieszczęśliwa i samotna (jako Lolyta, gościnnie z Olaffem)
- 2017: DJ Kononowitz – Lorneta z meduzą
- 2017: DJ Kononowitz – Cyce! (jako Lolyta, gościnnie z Baśką)
- 2018: Kto to jest?
- 2019: Helena Zibbi – Badylara (jako Lolyta, gościnnie z Baśką)
- 2019: Rafalala (jako Lolyta, wyk. Izabela)
- 2019: Dobrym konikiem

## Odznaczenia
- Brązowy Krzyż Zasługi (1979)[9]
- Srebrny Medal „Zasłużony Kulturze Gloria Artis” (2014)[9]
- gwiazda w Łódzkiej Alei Gwiazd (2025)[10]